# Alyxia hurlimannii
Alyxia hurlimannii är en oleanderväxtart som beskrevs av André Guillaumin. Alyxia hurlimannii ingår i släktet Alyxia och familjen oleanderväxter. Inga underarter finns listade i Catalogue of Life.